# Cimetières anabaptistes de Franche-Comté
Les cimetières anabaptistes de Franche-Comté forment un ensemble de huit sites funéraires et confessionnels, spécifiquement dédiés aux communautés Amishs et assimilées, installées dans la partie nord de la Franche-Comté. Issue des courants mennonites d'Alsace, l'histoire de ces populations s'en détache en particulier dans le pays de Montbéliard et le Haut-Doubs à partir du XVIIIe siècle. Mais à l'instar de la Moselle dans la même situation, l'isolement et le déclin démographique des Assemblées locales ont mis en péril leur existence traditionnelle et la pérennité de leurs sépultures, la plupart étant depuis le XXe siècle abandonnées, en ruine, ou disparues. En 2018 seul Montbéliard reste en fonction et la Schaefferie ainsi que la Mine inutilisés mais entretenus, constituant ainsi les derniers témoignages locaux de ce patrimoine méconnu et menacé.

## Histoire

### Les anabaptistes comtois
Les communautés anabaptistes sont apparues dans la région au cours du XVIIIe siècle,, originaires de Suisse, d'Allemagne, de Hollande et du reste du Royaume de France, notamment arrivées du canton de Berne après des persécutions en 1708 et d'Alsace après l'édit de 1712 par Louis XIV ordonnant l’expulsion des mennonites et assimilés,. Isolées confessionnellement, socialement, et même linguistiquement puisque parlant le plus souvent allemand, les familles forment des Assemblées qui vivent recluses du reste de la société, tolérées des habitants dès lors qu'elles sont affectées à la culture de terres difficiles ; elles subsistent et prospèrent, arrivant à faire émerger la race montbéliarde,. Environ 350 à 600 personnes en sont membres selon un décompte de 1851 soit environ soixante-six foyers et quarante fermes, entre 400 et 500 à la fin du XIXe siècle, principalement dans le pays de Montbéliard et le Haut-Doubs. Beaucoup décident de partir avec la Première Guerre mondiale, notamment aux États-Unis, en Russie, ou encore au Mexique, refusant de prendre les armes et craignant les préparations puis la mobilisation effective,, tarissant le mode de vie traditionnel dit amish qui revit outre-Atlantique. La branche comtoise subsiste toutefois encore sur les quatre départements, les dernières projections de 1968 l'estimant à plus de 400 individus toujours en très grande partie dans le Doubs et le Territoire de Belfort. La chapelle de la Prairie ainsi que la cimetière de Mont-Chevis à Montbéliard dynamisent le secteur, par ailleurs devenu un lieu d'accueil et de tourisme pour les générations d'exilés à la recherche de leurs racines avec des demandes régulières d'Américains, de Canadiens, ou encore de Nicaraguayens,.

### Les cimetières
| Nom (cimetière de)             | Région              | Commune                      | Fondation    | État                             |
| ------------------------------ | ------------------- | ---------------------------- | ------------ | -------------------------------- |
| Mont-Chevis                    | Pays de Montbéliard | Montbéliard                  | 1760         | En usage                         |
| Montsasier,                    | Haut-Doubs/Maîche   | Fessevillers                 | 1841         | Abandonné en 1818, en ruines     |
| Étupes                         | Pays de Montbéliard | Étupes                       | 1841         | Abandonné en 1959, disparu       |
| Florimont                      | Belfort/Sud         | Florimont                    | 1846 ou 1849 | En usage                         |
| La Schaefferie (La Chaifferie) | Haut-Doubs          | Abbévillers ?                | 1863-1864    | Entretenu                        |
| La Mine,                       | Haut-Doubs/Maîche   | Les Plains-et-Grands-Essarts | 1870         | Inutilisé depuis 1904, entretenu |
| Magny Anigon                   | Haute-Saône/Lure    | Magny-Danigon                | ?            | Disparu                          |